# جزيرة سيفيرني
جزيرة سيفيرني هي جزيرة تقع في القطب الروسي وهي تعتبر الجزيرة رقم 30 في العالم من حيث المساحة وهي جزء من متنزه القطب الشمالي الروسي الوطني.